# Piet Giesen

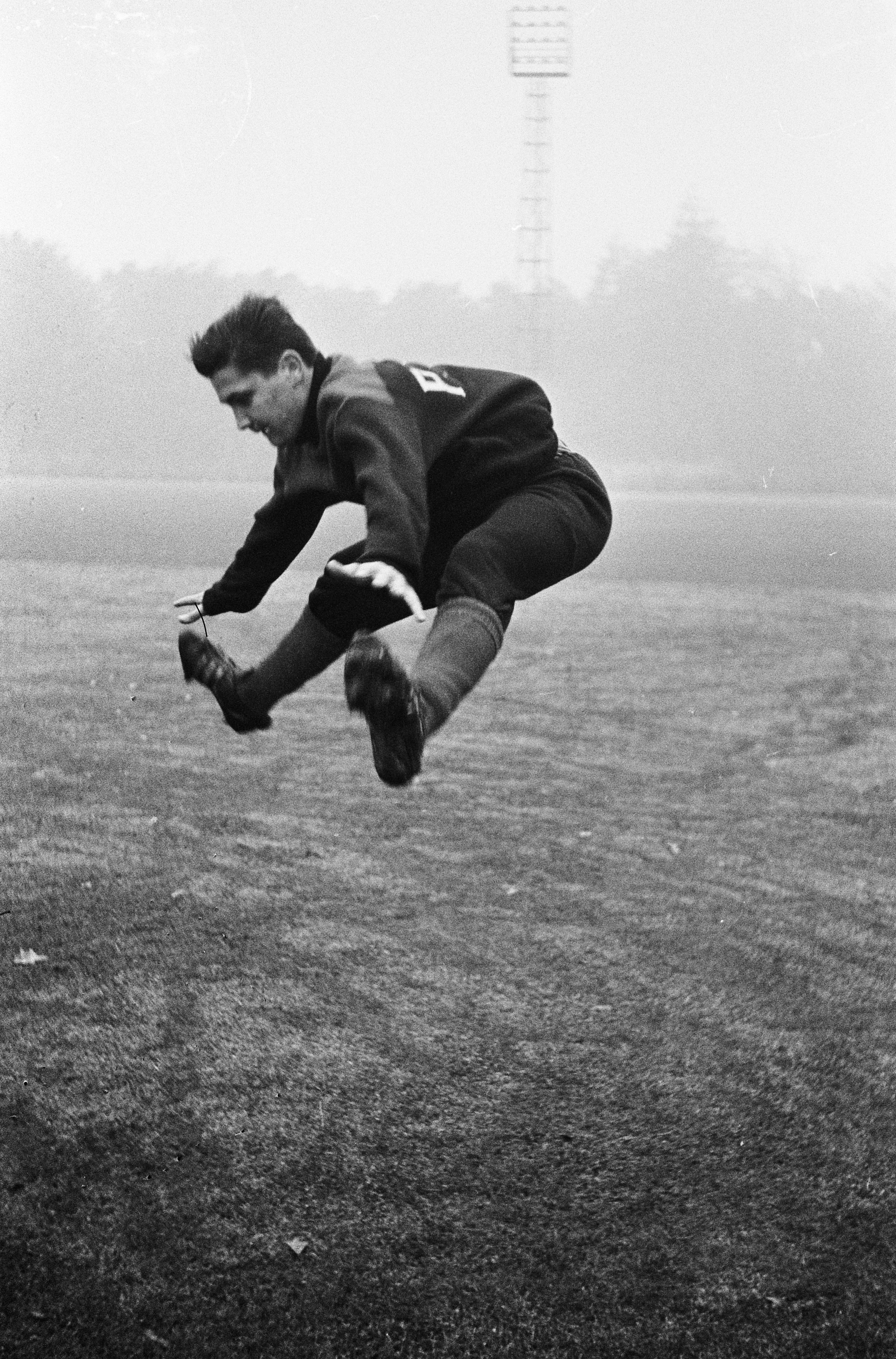
Giesen tijdens de training voor zijn enige interland (1963)

Piet Giesen (Kerkrade, 12 augustus 1945) is een voormalig Nederlands voetballer.
Giesen maakte op vijftienjarige leeftijd zijn debuut in het betaald voetbal bij Roda Sport. Toen Giesen zeventien was, haalde Bram Appel hem samen met Gerard Hoenen naar PSV, dat 100.000 gulden betaalde voor de twee spelers. Giesen was een kleine handige rechtsbuiten en werd in 1963 met PSV landskampioen. In totaal speelt hij voor deze club 89 competitiewedstrijden waarin hij negentien doelpunten scoorde. Tevens scoorde hij drie goals in vijf Europa Cup-wedstrijden. Na twee meniscus-operaties werd het voor Giesen moeilijk om op het hoogste niveau terug te keren. Hij werd verkocht aan Fortuna '54 en speelde nog voor ADO. In 1971 werd Giesen op 26-jarige leeftijd definitief afgekeurd voor betaald voetbal.
Giesen speelde één interland, op 31 oktober 1963 in eigen land tegen Luxemburg (2–1 verlies).

## Carrièrestatistieken
| Seizoen         | Club            | Land            | Competitie      | Competitie | Competitie | Beker | Beker | Internationaal | Internationaal | Overig | Overig | Totaal | Totaal |
| Seizoen         | Club            | Land            | Competitie      | Wed.       | Dlp.       | Wed.  | Dlp.  | Wed.           | Dlp.           | Wed.   | Dlp.   | Wed.   | Dlp.   |
| --------------- | --------------- | --------------- | --------------- | ---------- | ---------- | ----- | ----- | -------------- | -------------- | ------ | ------ | ------ | ------ |
| 1960/61         | Roda Sport      | Nederland       | Tweede divisie  | –          | 0          | –     | 0     | 0              | 0              | 0      | 0      | –      | 0      |
| 1961/62         | Roda Sport      | Nederland       | Tweede divisie  | –          | 6          | –     | 2     | 0              | 0              | 0      | 0      | –      | 8      |
| 1962/63         | PSV             | Nederland       | Eredivisie      | –          | –          | –     | 0     | 0              | 0              | 0      | 0      | –      | –      |
| 1963/64         | PSV             | Nederland       | Eredivisie      | –          | –          | –     | 0     | 5              | 3              | 0      | 0      | –      | –      |
| 1964/65         | PSV             | Nederland       | Eredivisie      | –          | –          | –     | 0     | 0              | 0              | 0      | 0      | –      | –      |
| 1965/66         | PSV             | Nederland       | Eredivisie      | –          | –          | –     | 1     | 0              | 0              | 0      | 0      | –      | –      |
| 1966/67         | PSV             | Nederland       | Eredivisie      | –          | –          | –     | 0     | 0              | 0              | 0      | 0      | –      | –      |
| 1967/68         | Fortuna '54     | Nederland       | Eredivisie      | –          | –          | –     | 1     | 0              | 0              | 0      | 0      | –      | –      |
| 1968/69         | ADO             | Nederland       | Eredivisie      | 29         | 5          | 3     | 2     | 4              | 2              | 0      | 0      | 36     | 9      |
| 1969/70         | AS Oostende KM  | België          | Eerste klasse   | –          | –          | –     | –     | 0              | 0              | 0      | 0      | –      | –      |
| 1970/71         | AS Oostende KM  | België          | Tweede klasse   | –          | –          | –     | –     | 0              | 0              | 0      | 0      | –      | –      |
| Carrière totaal | Carrière totaal | Carrière totaal | Carrière totaal | –          | –          | –     | 6     | 9              | 5              | 0      | 0      | –      | –      |

## Erelijst
Willem II
| Nationaal     |    |         |
| Landskampioen | 1x | 1962/63 |